# ベルリン、わが愛
『ベルリン、わが愛』(ベルリン、わがあい)は、宝塚歌劇団のミュージカル作品。作・演出は原田諒。

## 概要
2017年9月29日から11月6日(新人公演は10月24日)に宝塚大劇場、同年11月24日から12月24日(新人公演は12月7日)に東京宝塚劇場にて、星組により上演。

## スタッフ
- 作・演出：原田諒
- 作曲・編曲：玉麻尚一
- 音楽指揮：佐々田愛一郎(宝塚大劇場)
- 音楽指揮：清川友己(東京宝塚劇場)
- 振付：麻咲梨乃
- 振付：AYAKO
- 装置：松井るみ
- 衣装：有村淳
- 照明：勝柴次朗
- 音響：大坪正仁

- 小道具：三好佑磨

- 歌唱指導：山口正義

- 映像：栗山聡之

- 協力：株式会社シネヴィス

## 主な配役
|                                           | 本公演           | 新人公演   |
| ----------------------------------------- | ---------------- | ---------- |
| テオ・ヴェーグマン                        | 紅ゆずる         | 極美慎     |
| ジル・クライン                            | 綺咲愛里         | 星蘭ひとみ |
| エーリッヒ・ケストナー                    | 礼真琴           | 天華えま   |
| ヨーゼフ・ゲッベルス                      | 凪七瑠海（専科） | 桃堂純     |
| ゲルダ                                    | 万里柚美         | 有沙瞳     |
| ルードヴィッヒ・クリッチュ                | 美稀千種         | 碧海さりお |
| アルフレート・フーゲンベルク              | 壱城あずさ       | 遥斗勇帆   |
| ニコラス・カウフマン                      | 七海ひろき       | 天路そら   |
| ヨハネス・マイヤーホフ                    | 如月蓮           | 彩葉玲央   |
| マグダ・ゲッベルス                        | 白妙なつ         | 澪乃桜季   |
| ヴィクトール・ライマン                    | 天寿光希         | 颯香凜     |
| レーニ・リーフェンシュタール              | 音波みのり       | 小桜ほのか |
| ゲオルグ・クライゼン                      | 大輝真琴         | 希沙薫     |
| スタジオの裏方                            | 愛水せれ奈       | 桜里まお   |
| ロベルト・エバール                        | 輝咲玲央         | 隼玲央     |
| ヴィム・ハインリッヒ                      | 瀬稀ゆりと       | 朱紫令真   |
| レビュー・ガール                          | 紫月音寧         | きらり杏   |
| レビュー・ガール                          | 夢妃杏瑠         | 二條華     |
| ジョセフィン・ベイカー                    | 夏樹れい         | 華鳥礼良   |
| フリッツ・ラング/ギルベルト・シュヴァルツ | 十碧れいや       | 夕渚りょう |
| エヴァルト・シュナイダー                  | 麻央侑希         | 湊璃飛     |
| 記者                                      | 漣レイラ         | 煌えりせ   |
| グレゴール                                | ひろ香祐         | 蒼舞咲歩   |
| 女優（乳母）                              | 紫りら           | 七星美妃   |
| ロルフ・シェレンベルク                    | 瀬央ゆりあ       | 天飛華音   |
| レビュー・ガール                          | 音咲いつき       | 都優奈     |
| クリストフ                                | 紫藤りゅう       | 天希ほまれ |
| ルイーゼロッテ                            | 有沙瞳           | 天彩峰里   |
| エルマー                                  | 天華えま         | 咲城けい   |
| 新聞売り                                  | 天希ほまれ       | 奏碧タケル |
| エヴァ                                    | 小桜ほのか       | 水乃ゆり   |
| ボリス・エッフェンベルク                  | 極美慎           | 夕陽真輝   |